# Liste der Biografien/Gm
Liste der Biografien |
Portal Biografien |
Personensuche
# |
A |
B |
C |
D |
E |
F |
G |
H |
I |
J |
K |
L |
M |
N |
O |
P |
Q |
R |
S |
T |
U |
V |
W |
X |
Y |
Z |
?
 
Ga |
Gb |
Gc |
Gd |
Ge |
Gf |
Gh |
Gi |
Gj |
Gk |
Gl |
Gm |
Gn |
Go |
Gp |
Gq |
Gr |
Gs |
Gu |
Gv |
Gw |
Gy |
Gz
Die Liste der Biografien führt alle Personen auf, die in der deutschsprachigen Wikipedia einen Artikel haben. Dieses ist eine Teilliste mit 134 Einträgen von Personen, deren Namen mit den Buchstaben „Gm“ beginnt.

## Gm

### Gma
- Gmachl, Claire (* 1967), österreichische Physikerin und Hochschullehrerin
- Gmachl, Johann (1856–1919), österreichischer Politiker
- Gmachl, Wolfgang (1943–2023), österreichischer Politiker (ÖVP), Landtagsabgeordneter
- Gmainer, Paulus (1528–1585), römisch-katholischer Geistlicher
- Gmainer, Tobias († 1657), Benediktiner und Abt der Abtei Niederaltaich (1648–1651)
- Gmainer-Pranzl, Franz (* 1966), österreichischer Theologe und Hochschullehrer
- Gmamdia, Haykel (* 1981), tunesischer Fußballspieler
- Gmasz, Sepp (* 1949), österreichischer Volkskundler, Redakteur und Musiker

### Gme
- Gmehling, Bernhard (* 1959), deutscher Richter und Kommunalpolitiker (CSU)
- Gmehling, Jürgen (* 1946), deutscher Chemiker, Professor für Technische Chemie
- Gmehling, Will (* 1957), deutscher Kinder- und JugendbuchautorWill Gmehling (* 1957)

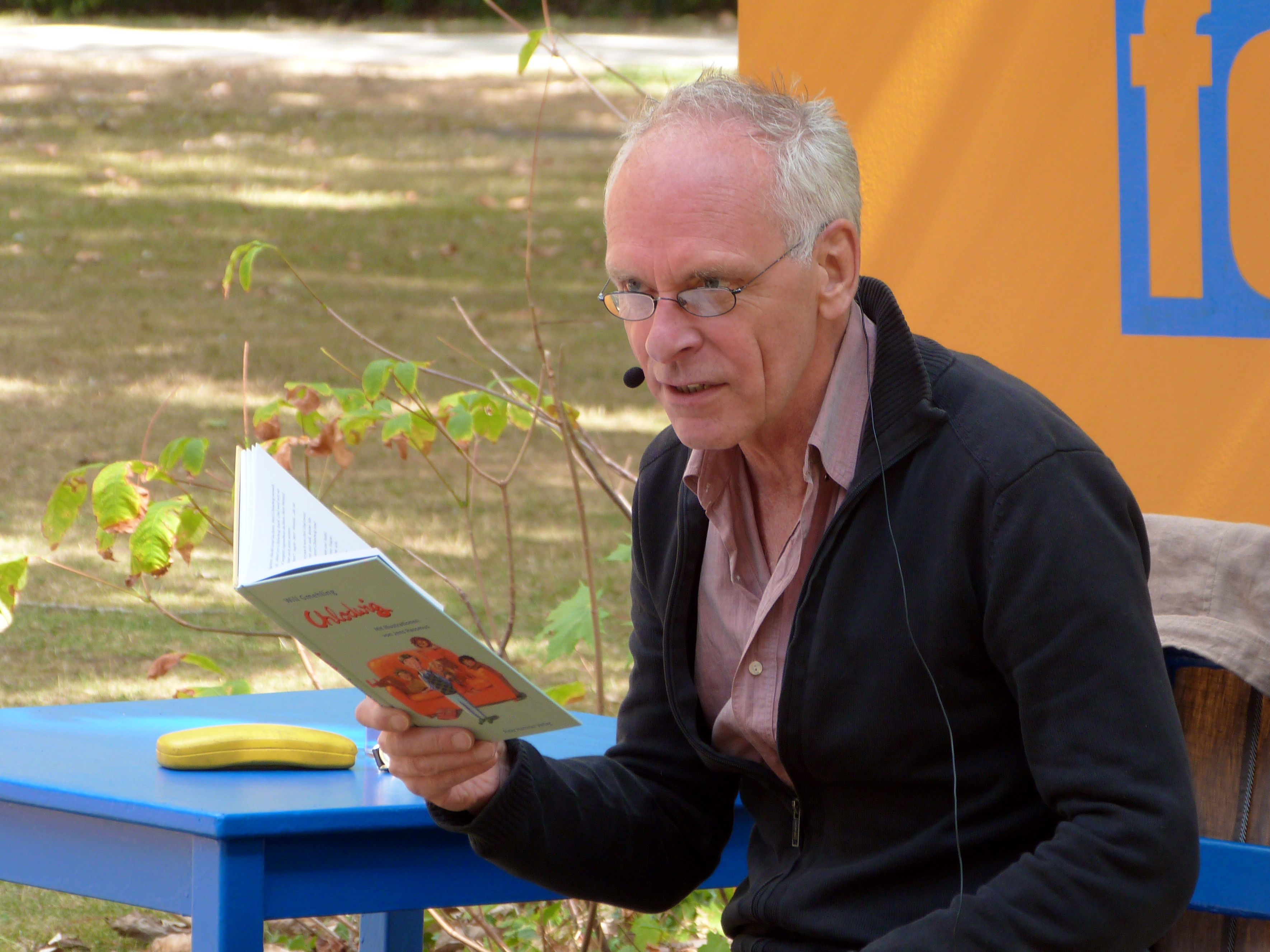
Will Gmehling (* 1957)

- Gmeinbauer, Daniela (* 1965), österreichische Politikerin (ÖVP)
- Gmeinbauer, Reinhold (* 1963), österreichischer Manager und Unternehmer
- Gmeindl, Michael (* 1973), österreichischer Politiker (FPÖ), Abgeordneter zum Nationalrat
- Gmeindl, Walter (1890–1958), österreichischer Komponist, Chordirigent und Musikpädagoge
- Gmeiner, Ella (1874–1954), deutsche Opernsängerin (Mezzosopran)
- Gmeiner, Eugen (1927–1977), österreichisch-kanadischer Organist
- Gmeiner, Fabian (* 1997), österreichischer Fußballspieler
- Gmeiner, Franz Xaver (1752–1828), österreichischer katholischer Theologe, Philosoph Kirchenhistoriker und Kirchenrechtler
- Gmeiner, Gabriel (* 1989), österreichischer Fußballschiedsrichter
- Gmeiner, Hermann (1919–1986), österreichischer Pädagoge und Gründer der SOS-Kinderdörfer
- Gmeiner, Johann (1904–1978), österreichischer Politiker (SPÖ), Landtagsabgeordneter
- Gmeiner, Josef (1904–1948), deutscher Jurist, Gestapo-Mitarbeiter und SS-Führer
- Gmeiner, Jürgen (* 1978), österreichischer Fußballspieler und Trainer
- Gmeiner, Klaus (1932–2024), österreichischer Hörfunk- und Theaterregisseur
- Gmeiner, Manfred (* 1941), deutscher Eishockeyspieler
- Gmeiner, Michael (* 1985), österreichischer Skirennläufer
- Gmeiner, Paul (1892–1944), kommunistischer Politiker und Widerstandskämpfer gegen den Nationalsozialismus
- Gmeiner, Werner (1957–2020), deutscher Fußballspieler
- Gmeinwieser, Leopold (* 1946), deutscher Schauspieler
- Gmeinwieser, Robert (1963–1980), Mordopfer
- Gmelch, Adrian (* 1993), deutscher Autor und Filmkritiker
- Gmelch, Anton (1821–1905), deutscher katholischer Geistlicher, Pädagoge, Politiker
- Gmelch, Christin (* 1988), deutsche Politikerin (AfD)
- Gmelch, Heinz (* 1962), deutscher Politologe
- Gmelch, Johann (* 1893), deutscher Kommunalpolitiker und Funktionär der NSDAP
- Gmelch, Joseph (1881–1945), deutscher römisch-katholischer Geistlicher, Lehrer, Buchautor und Musikforscher
- Gmelch, Xaver (1899–1976), deutscher Motorradrennfahrer
- Gmelich, Jacob Friedrich (1839–1914), US-amerikanischer Politiker
- Gmelich, Jarno (* 1989), niederländischer Straßenradrennfahrer
- Gmelich, Karl (1875–1955), deutscher Zeichenlehrer und Kunstpädagoge
- Gmelin, Alfred (1878–1965), deutscher Bankmanager
- Gmelin, Bernhard (1939–2021), deutscher Violoncellist
- Gmelin, Carl (1863–1941), deutscher Arzt
- Gmelin, Charles (1872–1950), britischer Leichtathlet
- Gmelin, Christian Gottlieb (1749–1809), deutscher Apotheker
- Gmelin, Christian Gottlieb (1749–1818), deutscher Rechtswissenschaftler
- Gmelin, Christian Gottlob (1792–1860), deutscher Chemiker
- Gmelin, Christian Heinrich (1780–1824), deutscher Rechtswissenschaftler
- Gmelin, Christian von (1750–1823), deutscher Rechtswissenschaftler
- Gmelin, Eberhard († 1809), deutscher Arzt
- Gmelin, Ferdinand Gottlieb von (1782–1848), deutscher Mediziner, Naturhistoriker, Chemiker und Forschungsreisender
- Gmelin, Ferdinand von (1824–1896), deutscher Reichsgerichtsrat
- Gmelin, Friedrich von (1784–1847), deutscher Rechtswissenschaftler
- Gmelin, Georg Adam (1721–1799), deutscher Offizier
- Gmelin, Georg Friedrich (1679–1745), deutscher Mediziner
- Gmelin, Georg Ludwig (1687–1756), deutscher evangelischer Geistlicher
- Gmelin, Gerda (1919–2003), deutsche Schauspielerin
- Gmelin, Hans (1878–1941), deutscher Rechtswissenschaftler
- Gmelin, Hans (1911–1991), deutscher Jurist, Gesandtschaftsrat und Oberbürgermeister von Tübingen
- Gmelin, Hans Georg (1933–1990), deutscher Kunsthistoriker und Museumskurator
- Gmelin, Helmuth (1891–1959), deutscher Schauspieler und Theaterleiter
- Gmelin, Hermann (1900–1958), deutscher Romanist
- Gmelin, Jeannine (* 1990), Schweizer Ruderin
- Gmelin, Jeremias (1613–1698), deutscher lutherischer Geistlicher
- Gmelin, Johann Friedrich (1748–1804), deutscher Botaniker, Zoologe und ChemikerJohann Friedrich Gmelin (1748–1804)

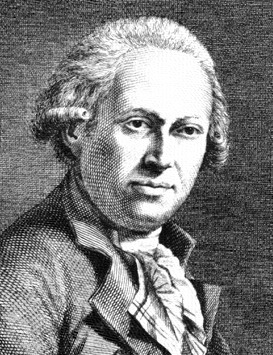
Johann Friedrich Gmelin (1748–1804)

- Gmelin, Johann Georg (1652–1705), deutscher Mediziner
- Gmelin, Johann Georg (1674–1728), deutscher Apotheker und Chemiker
- Gmelin, Johann Georg (1709–1755), deutscher Sibirienforscher
- Gmelin, Johann Georg (1810–1854), deutscher Maler
- Gmelin, Johann Konrad (1707–1759), deutscher Mediziner
- Gmelin, Julius (1859–1919), deutscher evangelischer Pfarrer
- Gmelin, Karl Christian (1762–1837), deutscher Botaniker und Naturforscher
- Gmelin, Leopold (1788–1853), deutscher ChemikerLeopold Gmelin (1788–1853)

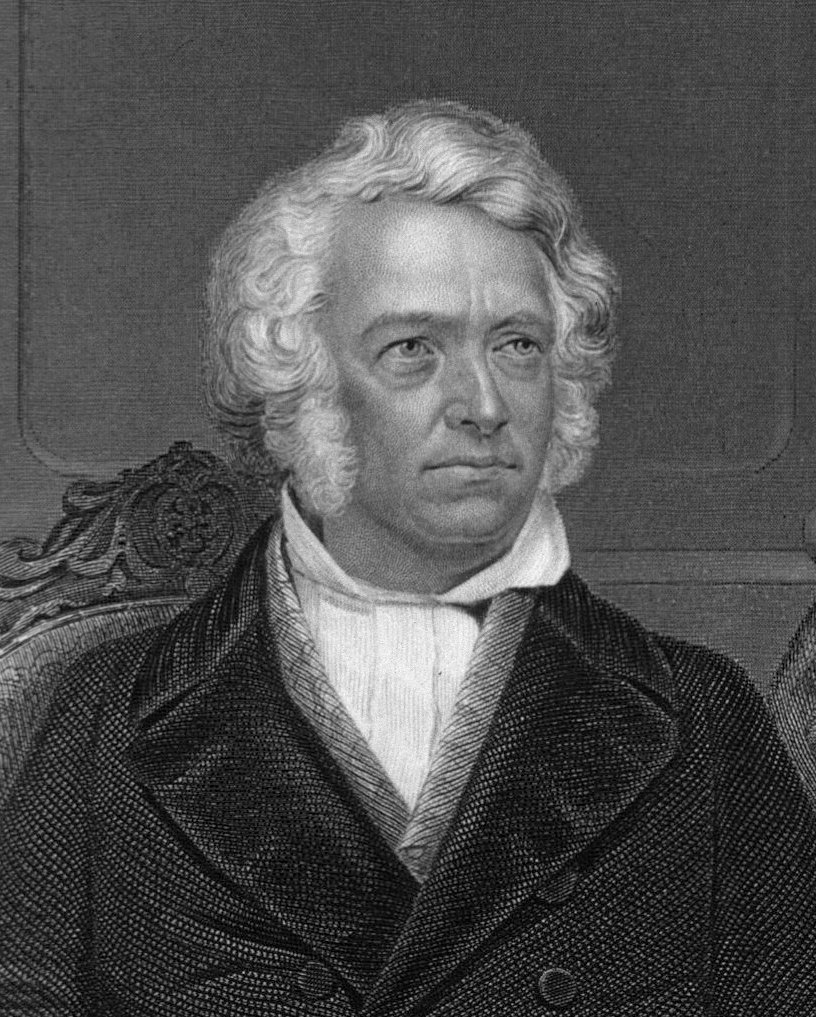
Leopold Gmelin (1788–1853)

- Gmelin, Ludwig Otto (1786–1855), deutscher Jurist und Militär
- Gmelin, Matthias (* 1978), deutscher Jazzmusiker (Schlagzeug) und Sozialarbeiter
- Gmelin, Moritz (* 1974), deutscher Triathlet
- Gmelin, Moriz (1839–1879), deutscher Archivar
- Gmelin, Otto (1886–1940), deutscher Schriftsteller
- Gmelin, Otto Helmuth (1876–1925), deutscher Fußballfunktionär, Präsident des FC Barcelona
- Gmelin, Paul Albrecht Ferdinand (1822–1875), deutscher Apotheker, Dozent und Unternehmer
- Gmelin, Paul Ludwig Christoph (1885–1967), deutscher Physiker
- Gmelin, Philipp Friedrich (1721–1768), deutscher Arzt, Botaniker und Chemiker
- Gmelin, Samuel (1611–1676), deutscher evangelischer Theologe
- Gmelin, Samuel Gottlieb (1744–1774), deutscher Botaniker und Naturforscher
- Gmelin, Siegfried (1897–1976), deutscher Jurist, Begründer des österreichischen Bausparwesens
- Gmelin, Sigmund Christian (1679–1707), deutscher evangelischer Theologe
- Gmelin, Ulrich (1912–1944), deutscher Historiker und Germanist
- Gmelin, Walter (1863–1943), deutscher Veterinärmediziner
- Gmelin, Wilhelm (1573–1635), deutscher Geistlicher
- Gmelin, Wilhelm (1891–1978), deutscher Fußballspieler
- Gmelin, Wilhelm Christian (1684–1746), deutscher Geistlicher
- Gmelin, Wilhelm Friedrich (1760–1820), deutscher Zeichner und Kupferstecher
- Gmelin-Wilke, Charlotte (1906–1982), deutsche Buchillustratorin
- Gmeyner, Anna (1902–1991), österreichisch-britische Schriftstellerin

### Gmi
- Gminder, Andreas (* 1964), deutscher Mykologe
- Gminder, Emil (1873–1963), deutscher Unternehmer der Textilindustrie
- Gminder, Franziska (* 1945), deutsche Politikerin (AfD)
- Gminski, Mike (* 1959), US-amerikanischer Basketballspieler
- Gmitter, Ondrej (* 1988), slowakischer Eishockeyspieler

### Gmo
- Gmoch, Jacek (* 1939), polnischer Fußballspieler und -trainer
- Gmoser, Gerhard (1925–1999), österreichischer Diplomat
- Gmoser, Rupert (1931–2008), österreichischer Politiker (SPÖ), Abgeordneter zum Nationalrat, Mitglied des Bundesrates

### Gmu
- Gmuer, Sara (* 1980), Schweizer Schriftstellerin und Schauspielerin
- Gmünd, Philipp von († 1523), deutscher Baumeister und Bildhauer
- Gmünder Jud, Katharina († 1583), Nonne
- Gmünder, Bruno (* 1956), deutscher Verleger
- Gmünder, Christian (* 1980), deutscher Fußballtrainer
- Gmünder, Georg (1391–1478), Schweizer Bürgermeister
- Gmünder, Paul (1891–1984), Schweizer Kunstmaler
- Gmünder, Stefan (* 1965), Schweizer Literaturkritiker, Autor und Herausgeber
- Gmür, Alois (* 1955), Schweizer Politiker
- Gmür, Dominik (1800–1867), Schweizer Politiker
- Gmür, Felix (* 1966), Schweizer Geistlicher, römisch-katholischer Theologe, Bischof von Basel
- Gmür, Hans (1927–2004), Schweizer AutorHans Gmür (1927–2004)

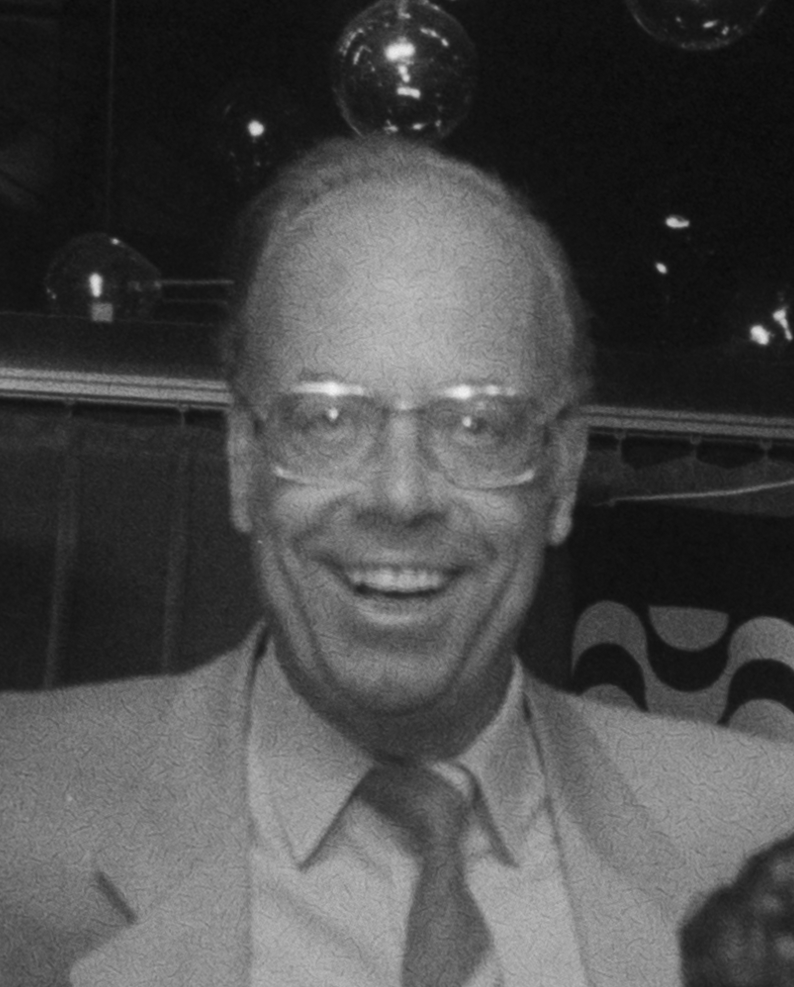
Hans Gmür (1927–2004)

- Gmür, Harry (1908–1979), Schweizer Politiker (PdA)
- Gmür, Leonhard (1808–1877), Publizist und Politiker
- Gmür, Mario (* 1945), Schweizer Psychiater, Publizist und Schriftsteller
- Gmür, Markus (* 1963), Schweizer Wirtschaftswissenschaftler und Professor an der Universität Freiburg
- Gmür, Martina (* 1979), Schweizer Künstlerin
- Gmür, Max (1871–1923), Schweizer Rechtswissenschaftler und Hochschullehrer
- Gmür, Patrick (* 1961), Schweizer Architekt
- Gmür, Philipp (* 1963), Schweizer Versicherungsmanager
- Gmür, Rudolf (1857–1921), Schweizer Opernsänger (Tenor)
- Gmür, Rudolf (1913–2002), Schweizer Jurist und Rechtshistoriker
- Gmür, Sabrina (* 1989), Schweizer Unihockeyspielerin
- Gmür, Silvia (1939–2022), Schweizer Architektin
- Gmür, Theodor (1859–1929), Schweizer Organist, Komponist und Hochschullehrer
- Gmür, Tobi (* 1973), Schweizer Sänger, Gitarrist, Musiker, Produzent und Songwriter
- Gmür, Walburga (1902–1974), Schweizer Schauspielerin
- Gmür-Schönenberger, Andrea (* 1964), Schweizer PolitikerinAndrea Gmür-Schönenberger (* 1964)

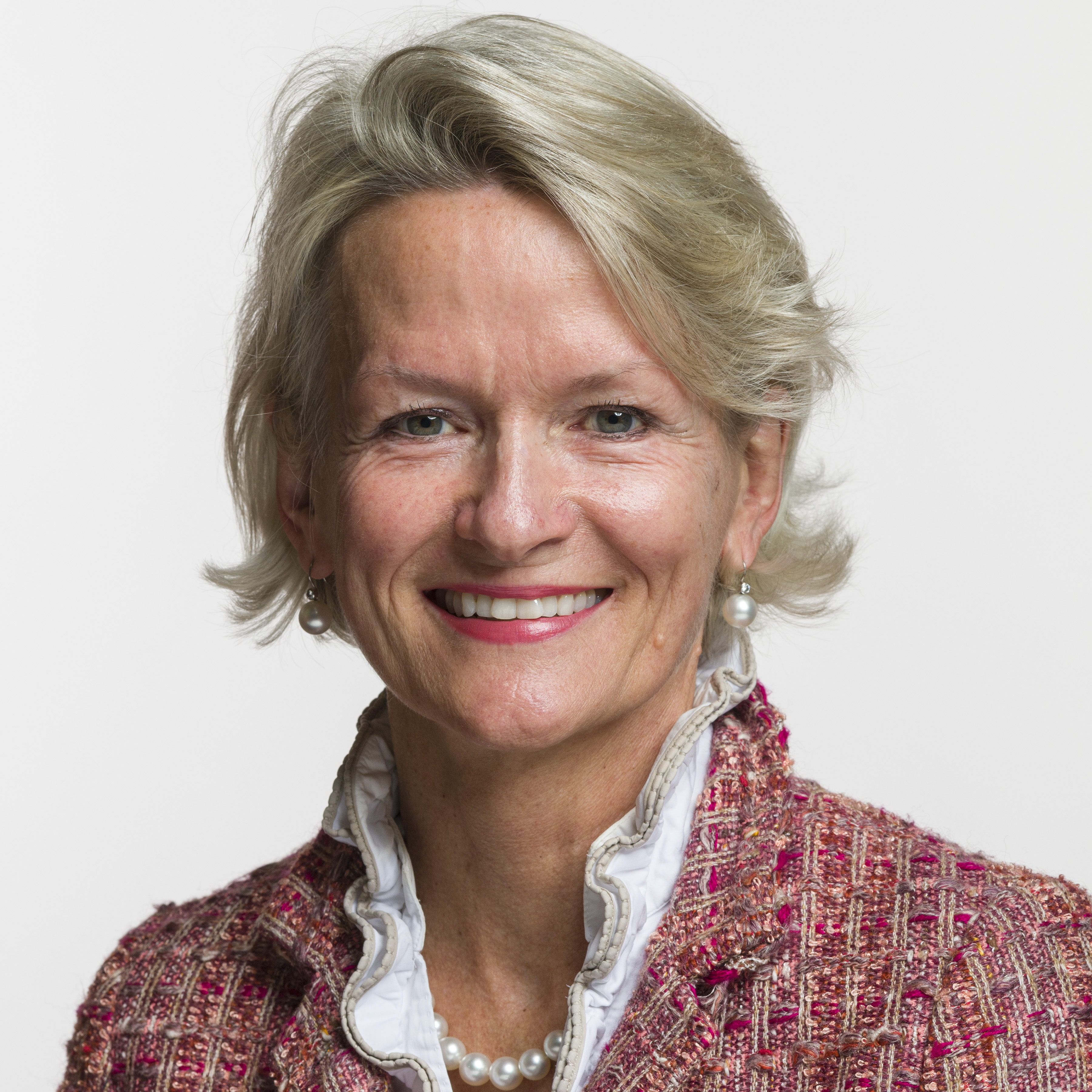
Andrea Gmür-Schönenberger (* 1964)

### Gmy
- Gmyrek, Jan (* 1951), polnischer Handballspieler und -trainer
- Gmyrjow, Alexei Michailowitsch (1887–1911), russischer Dichter und Kommunist
- Gmyz, Cezary (* 1967), polnischer Journalist